# Argonny

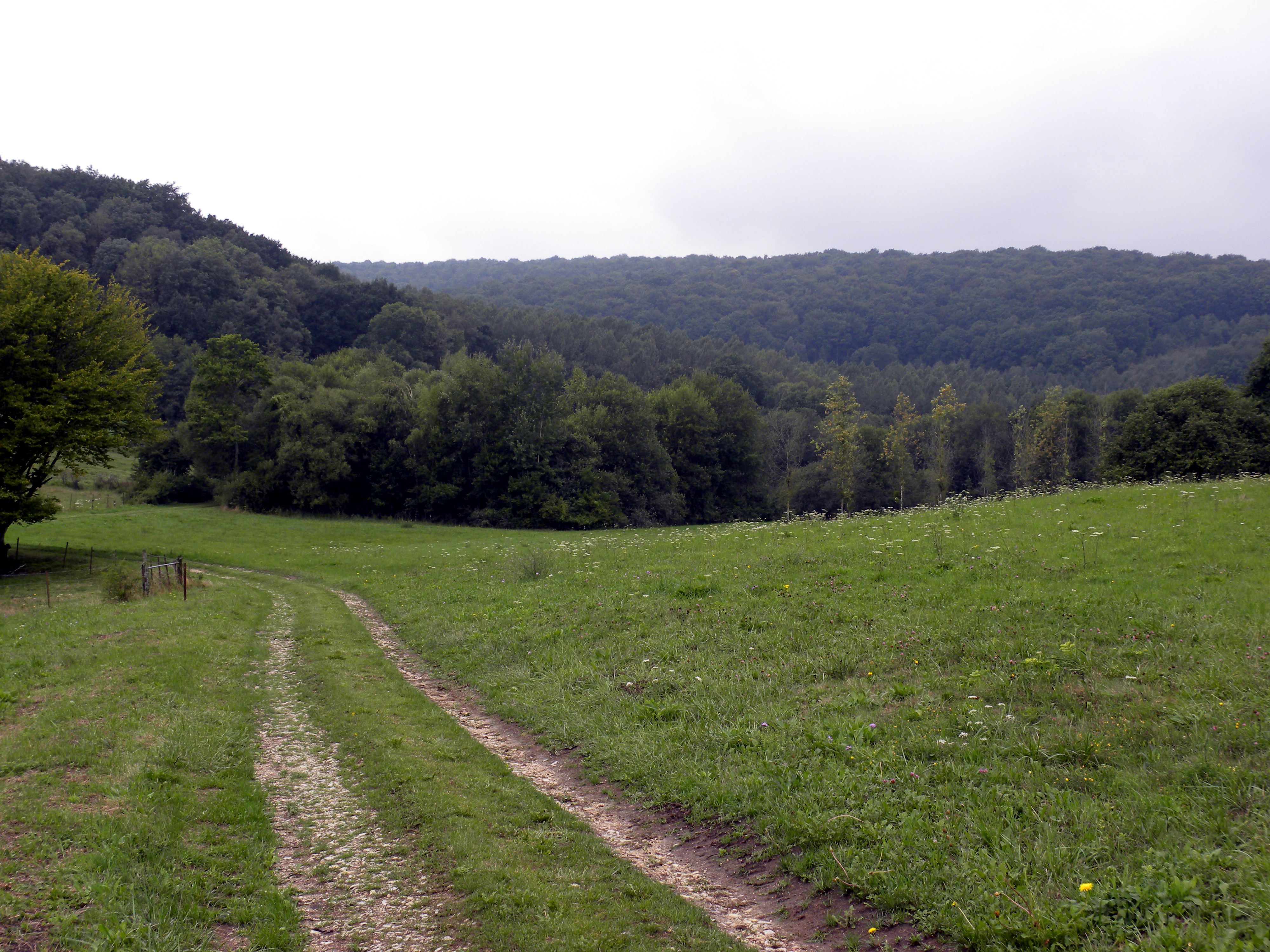
Krajobraz argoński

Argonny, także Las Argoński (fr. l'Argonne) – pasmo wzgórz w północno-wschodniej Francji, stanowiące wschodnią granicę Basenu Paryskiego i oddzielające go od Wyżyny Lotaryńskiej.
Argonny rozciągają się na długości 100 km z południa na północ między górną Aisne a górną Mozą. Pasmo ma 20-35 km szerokości i sięga 357 m n.p.m. Wschodnie stoki strome, zachodnie płaskie. Zbudowane z odpornych piaskowców z dolnej kredy. Poprzecinane głębokimi wąwozami. Porośnięte głównie lasami liściastymi; w dolinach występują także łąki i bagna.

## Rys historyczny
W roku 1792 w lesie tym Charles François Dumouriez wymanewrował nacierające siły księcia Brunszwiku przed bitwą pod Valmy.
Las Argoński był również widownią działań zbrojnych w trakcie I wojny światowej. Kilku żołnierzy US Army zdobyło tu Medal Honoru, między innymi major Charles White Whittlesey, sierżant Alvin York – większość z nich była częścią  Zagubionego Batalionu.
Przed wybuchem II wojny światowej las został wybrany jako główny kierunek uderzenia wojsk zmechanizowanych III Rzeszy w planowanej inwazji na Francję. Znaczne rozmiary lasu gwarantowały ukrycie w nim kilku dywizji pancernych. Francuzi nie spodziewali się, że Niemcy zaryzykują uderzenie pancerne w tym miejscu, w związku z czym nie podjęli właściwych przygotowań obronnych. Oddziały niemieckie, dowodzone początkowo przez Ericha Mansteina z powodzeniem wykorzystały przewagę i kilka dywizji minęło Linię Maginota wdzierając się w głąb Francji.